# 大急流鎮鎮區 (密歇根州)
大急流鎮鎮區（英語：Big Rapids Township）是位於美國密歇根州米科斯塔縣的一個特設鎮區。

## 地方資料
大急流鎮鎮區的面積為80.00平方千米，當中陸地面積為78.90平方千米，而水域面積為1.10平方千米。根據2020年美國人口普查的數據，當地共有人口3917人，而人口密度為每平方千米48.96人。